# Jean Lacroix
Jean André Lacroix (Parigi, 2 dicembre 1884 – Parigi, 9 novembre 1971) è stato uno schermidore francese, vincitore di una medaglia di bronzo ai Campionati Internazionali di scherma.